# DB Regio Nordost
Die DB Regio Nordost ist für den Schienenpersonennahverkehr der Deutschen Bahn in Berlin, Brandenburg, Mecklenburg-Vorpommern und auf einzelne Linien in Sachsen, Sachsen-Anhalt, Schleswig-Holstein und Hamburg zuständig.
Das Hauptgeschäft sind die Regionalbahn-(RB)- und Regional-Express-(RE)-Linien in den Bundesländern sowie die Linien der S-Bahn Rostock.

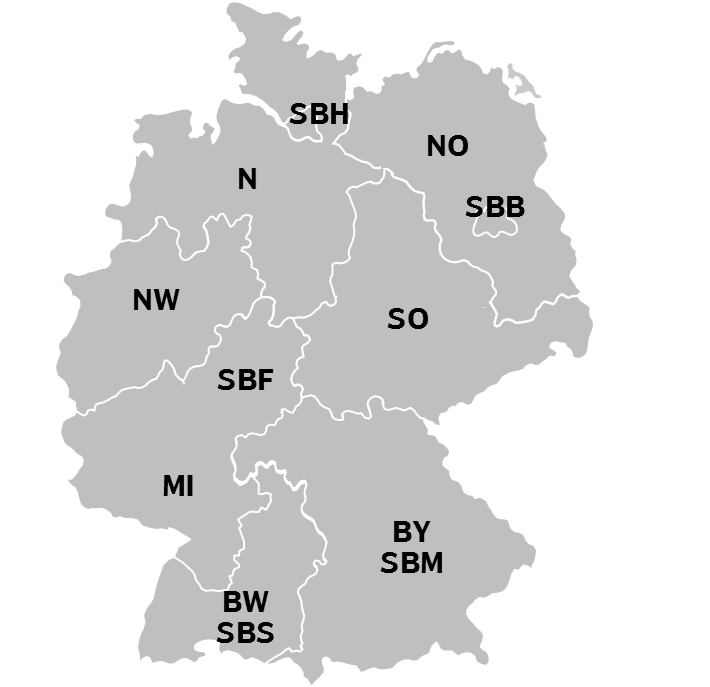

## Tarife
Die DB Regio Nordost ist Teil der jeweiligen Verkehrsverbünde. Die Tarifierung erfolgt den lokalen Verbundtarifen entsprechend.

### Berlin & Brandenburg
- VBB – Verkehrsverbund Berlin-Brandenburg

### Mecklenburg-Vorpommern
- VMV – Verkehrsgesellschaft Mecklenburg-Vorpommern
- VVW – Verkehrsverbund Warnow

#### Sonstige
- NASA – Nahverkehrsservice Sachsen-Anhalt
- VVO – Verkehrsverbund Oberelbe
- ZVNL – Zweckverband für den Nahverkehrsraum Leipzig
- HVV – Hamburger Verkehrsverbund

## S-Bahn

### S-Bahn Rostock
Die S-Bahn Rostock, ursprünglich als Stadtbahn Rostock bezeichnet, ist eine S-Bahn in der mecklenburgischen Hansestadt Rostock. Sie besteht aus drei Linien mit insgesamt rund 90 km Länge. Die Linie S1 vom Hauptbahnhof nach Warnemünde verkehrt innerhalb des Rostocker Stadtgebiets. Dort wurde bereits in den 1970er Jahren der S-Bahn-Betrieb aufgenommen. Später wurden die Linien zum Seehafen und in die südlich gelegene Stadt Güstrow über Schwaan in das S-Bahn-Netz einbezogen. Im Jahr 2012 wurde die Linie zum Seehafen eingestellt, dafür gehört seitdem die Verbindung nach Güstrow über Laage als Linie S3 zur Rostocker S-Bahn. Bis 2014 wurden hauptsächlich Wendezüge mit Doppelstockwagen eingesetzt. Seitdem fahren auf allen Linien neue Elektrotriebwagen vom Typ Talent 2.
Im Mobilitätsplan Rostock 2017 sind mehrere Maßnahmen für die S-Bahn enthalten. Mittelfristig sollen an der Strecke Rostock–Warnemünde zwei neue Haltepunkte eingerichtet werden. Einer davon befände sich im Stadtteil Groß Klein nahe dem Schiffbauerring, ein weiterer im Stadtteil Schmarl nahe dem Schmarler Bach und dem Stephan-Jantzen-Ring. Ebenfalls mittelfristig soll nach den Vorstellungen der Stadt Rostock wieder eine S-Bahn-Linie zum Rostocker Seehafen fahren. Dabei soll ein neuer Endhaltepunkt in direkter Nähe zum Fährterminal angelegt werden.

### S-Bahn Berlin
Die S-Bahn Berlin wird von der S-Bahn Berlin GmbH betrieben.
Die S-Bahn Berlin ist ein Eisenbahnsystem für den öffentlichen Personennahverkehr in Berlin und dem nahen Umland der Stadt. Auf einem Streckennetz von 340 km verkehren 16 Linien, die 168 Bahnhöfe bedienen, davon liegen rund 83 km und 36 Bahnhöfe im Land Brandenburg.
Betrieb und Wartung der Fahrzeuge werden von der zur Deutschen Bahn gehörenden S-Bahn Berlin GmbH verantwortet. Die Berliner S-Bahn ist die erste Nahverkehrsbahn, die als S-Bahn bezeichnet wurde, und neben der Hamburger S-Bahn die einzige in Deutschland, die mit Gleichstrom aus einer seitlich angebrachten Stromschiene betrieben wird, wie es sonst eher bei U-Bahnen üblich ist.

## IRE (InterRegioExpress)

### IRE Berlin–Hamburg
Der IRE ist am 14. April 2014 das erste Mal gefahren. Er hat die Metropolen Berlin und Hamburg über Lüneburg, Stendal und Salzwedel miteinander verbunden. Er wurde in den darauf folgenden Jahren sehr gut angenommen, wurde aber jedoch mit Beginn der Covid 19-Pandemie vorübergehend eingestellt. Der IRE wurde von DB Regio Nordost als eigenwirtschaftliche Linie betrieben. Als die Reiseeinschränkungen nach dem Ende Pandemie aufgehoben worden waren, musste die Schnellfahrstrecke Berlin-Hamburg gesperrt werden, weshalb der Fernverkehr über die Strecke vom IRE umgeleitet wurde, weshalb für ihn kein Platz mehr war. Auch in den folgenden Jahren war durch Bauarbeiten auf der Strecke kein Wirtschaftlicher Verkehr mehr möglich, und so wurde er nicht wieder aufgenommen.

## Liniennetz
| Typ                      | Nr. | Laufweg | Bundesländer | Länder             | Bemerkung                                                                            |
| ------------------------ | --- | --- | ------------ | ------------------ | ------------------------------------------------------------------------------------ |
| RE                       | 01  | Hamburg Hbf – Büchen – Schwerin Hbf – Rostock Hbf                                                                         | HH, SH, MV   | Deutschland        | „Hanse-Express“                                                                      |
| RE                       | 02  | Nauen – Berlin-Spandau – Berliner Stadtbahn – Königs Wusterhausen – Lübbenau – Cottbus Hbf                                | BB           | Deutschland        |                                                                                      |
| RE                       | 03  | Stralsund Hbf – Züssow – Angermünde – Berlin – Jüterbog – Lutherstadt Wittenberg Hbf                                      | MV, BB, ST   | Deutschland        |                                                                                      |
| RE                       | 04  | Ueckermünde Stadthafen / Stettin – Pasewalk – Bützow – Bad Kleinen – Lübeck Hbf                                           | MV, SH       | Deutschland, Polen | „Stadttore-Linie“                                                                    |
| RE                       | 04  | Stendal Hbf – Rathenow – Spandau – Berlin Nord-Süd-Tunnel – Ludwigsfelde – Jüterbog – Falkenberg (Elster)                 | BB           | Deutschland        |                                                                                      |
| RE                       | 05  | Rostock Hbf / Stralsund Hbf – Neustrelitz Hbf – Oranienburg – Berlin Hbf – Berlin Südkreuz                                | MV, BB       | Deutschland        | Taktverdichtung zw. Neustrelitz Hbf – Rostock Hbf (RE 50) bzw. Stralsund Hbf (RE 51) |
| RE                       | 06  | Wittenberge – Pritzwalk – Neuruppin – Kremmen – Hennigsdorf – Berlin-Spandau – Berlin-Charlottenburg                      | BB           | Deutschland        | „Prignitz-Express“                                                                   |
| RE                       | 07  | Stralsund Hbf – Miltzow – Greifswald                                                                                      | MV           | Deutschland        |                                                                                      |
| RE                       | 07  | Dessau Hbf – Bad Belzig – Berlin-Wannsee – Berliner Stadtbahn – Königs Wusterhausen – Lübben – Senftenberg                | ST, BB       | Deutschland        |                                                                                      |
| RE                       | 10  | Frankfurt (Oder) – Guben – Cottbus Hbf – Finsterwalde (Nl) – Falkenberg (Elster) – Leipzig Hbf                            | BB, SN       | Deutschland        | Ab Falkenberg vereinigt mit RE 11                                                    |
| RE                       | 11  | Hoyerswerda – Ruhland – Elsterwerda Biehla – Falkenberg (Elster) – Leipzig Hbf                                            | SN, BB       | Deutschland        | Ab Falkenberg vereinigt mit RE 10                                                    |
| RE                       | 13  | Cottbus Hbf – Senftenberg – Ruhland – Elsterwerda Biehla – Elsterwerda                                                    | BB           | Deutschland        |                                                                                      |
| RE                       | 15  | Hoyerswerda – Ruhland – Lampertswalde – Großenhain – Dresden Neustadt – Dresden Hbf                                       | BB, SN       | Deutschland        |                                                                                      |
| RE                       | 18  | Cottbus Hbf – Senftenberg – Ruhland – Lampertswalde – Großenhain – Dresden Neustadt – Dresden Hbf                         | BB, SN       | Deutschland        |                                                                                      |
| RE                       | 20  | Berlin Hbf - Berlin Südkreuz - Flughafen BER - Lübbenau - Königs Wusterhausen (- Cottbus)                                 | BB           | Deutschland        | ab Dezember 2025                                                                     |
| RE                       | 66  | Berlin Gesundbrunnen – Eberswalde – Angermünde (– Tantow – Stettin)                                                       | BB           | Deutschland, Polen | Linie verkehrt 2025 als RE 3, nur Gesundbrunnen–Angermünde                           |
| RB                       | 10  | Nauen – Berlin-Spandau – Berlin Jungfernheide – Berlin Nord-Süd-Tunnel – Berlin Südkreuz                                  | BB           | Deutschland        | ab Dezember 2025 neue Linienführung und neuer Betreiber ODEG                         |
| RB                       | 11  | Wismar – Bad Doberan – Rostock Hbf – Tessin                                                                               | MV           | Deutschland        |                                                                                      |
| RB                       | 12  | Bad Doberan – Rostock Hbf – Rövershagen – Graal-Müritz                                                                    | MV           | Deutschland        |                                                                                      |
| RB                       | 14  | Nauen – Berlin-Spandau – Berlin Jungfernheide – Berlin Nord-Süd-Tunnel – Berlin Südkreuz                                  | BB           | Deutschland        | ab Dezember 2025 neue Linienführung                                                  |
| RB                       | 14  | Nauen - Berlin Spandau - Berlin Zoologischer Garten - Berlin Hbf - Berlin Ostbahnhof                                      | BB           | Deutschland        | ab Dezember 2025                                                                     |
| RB                       | 20  | Oranienburg – Hennigsdorf (b Berlin) – Golm – Potsdam-Griebnitzsee                                                        | BB           | Deutschland        | Golm–Griebnitzsee mit RB 22                                                          |
| RB                       | 21  | Berlin Gesundbrunnen – Berlin-Spandau – Wustermark – Priort – Golm – Potsdam Hbf                                          | BB           | Deutschland        |                                                                                      |
| RB                       | 22  | Königs Wusterhausen – Flughafen BER – Saarmund – Golm – Potsdam-Griebnitzsee                                              | BB           | Deutschland        | Golm–Griebnitzsee mit RB 20                                                          |
| RB                       | 23  | Golm – Potsdam Hbf – Berlin-Wannsee – Berliner Stadtbahn – Flughafen BER                                                  | BB           | Deutschland        |                                                                                      |
| RB                       | 23  | Züssow – Wolgast – Zinnowitz – Seebad Heringsdorf – Swinemünde                                                            | MV           | Deutschland, Polen | Betrieb UBB                                                                          |
| RB                       | 24  | Wünsdorf-Waldstadt – Dabendorf – Dahlewitz – Flughafen BER                                                                | BB           | Deutschland        | Linie ist bis Dezember 2025 geteilt, bis Dezember 2025                               |
| RB                       | 24  | Eberswalde Hbf – Bernau (b Berlin) – Ostkreuz – Schönefeld (b Berlin)                                                     | BB           | Deutschland        | Linie ist bis Dezember 2025 geteilt, bis Dezember 2025                               |
| RB                       | 24  | Eberswalde Hbf - Berlin Ostkreuz - Flughafen BER - Blankenfelde - (Wünsdorf-Waldstadt)                                    | BB           | Deutschland        | ab Dezember 2025                                                                     |
| RB                       | 24  | Zinnowitz – Trassenmoor – Karlshagen – Peenemünde                                                                         | MV           | Deutschland        | Betrieb UBB                                                                          |
| RB                       | 25  | Barth – Kenz – Saatel – Velgast                                                                                           | MV           | Deutschland        |                                                                                      |
| RB                       | 25  | Ostkreuz – Lichtenberg – Ahrensfelde – Blumberg (b. Berlin) – Werneuchen                                                  | BB           | Deutschland        | DB Regio im Auftrag der NEB                                                          |
| RB                       | 31  | Elsterwerda Biehla – Elsterwerda – Großenhain – Coswig (b Dresden) – Dresden Cotta – Dresden Hbf                          | BB, SN       | Deutschland        |                                                                                      |
| RB                       | 32  | Flughafen BER – Birkengrund – Ludwigsfelde                                                                                | BB           | Deutschland        | Linie ist bis Dezember 2025 geteilt, bis Dezember 2025                               |
| RB                       | 32  | Schönefeld (b Berlin) – Berlin-Schöneweide – Berlin Ostkreuz – Berlin-Lichtenberg – Berlin-Hohenschönhausen – Oranienburg | BB           | Deutschland        | Linie ist bis Dezember 2025 geteilt, bis Dezember 2025                               |
| RB                       | 32  | Oranienburg - Berlin Ostkreuz - Flughafen BER - Ludwigsfelde                                                              | BB           | Deutschland        | ab Dezember 2025                                                                     |
| RB                       | 43  | Frankfurt (Oder) – Guben – Cottbus Hbf – Calau (Nl) – Finsterwalde (Nl) – Falkenberg (Elster)                             | BB           | Deutschland        |                                                                                      |
| RB                       | 49  | Cottbus Hbf – Senftenberg – Ruhland – Elsterwerda Biehla – Falkenberg (Elster)                                            | BB           | Deutschland        |                                                                                      |
| RB                       | 55  | Kremmen – Vehlefanz – Bärenklau – Velten (Mark) – Hennigsdorf (b Berlin)                                                  | BB           | Deutschland        |                                                                                      |
| RB                       | 63  | (Berlin Gesundbrunnen-) Eberswalde Hbf – Jochimsthal                                                                      | BB           | Deutschland        | DB Regio im Auftrag der NEB                                                          |
| RB                       | 66  | Angermünde – Passow (Uckermark) – Casekow – Tantow – Stettin                                                              | BB           | Deutschland, Polen | Busersatzverkehr wg. Bauarbeiten bis Dezember 2025                                   |
| FEX                      |     | Berlin Hbf – Berlin Gesundbrunnen – Berlin Ostkreuz – Flughafen BER                                                       | BB           | Deutschland        | „Flughafen-Express“ bis Dezember 2025                                                |
| FEX                      |     | Berlin Hbf - Berlin Potsdamer Platz - Berlin Südkreuz - Flughafen BER                                                     | BB           | Deutschland        | „Flughafen-Express“ ab Dezember 2025                                                 |
| S                        | 01  | Warnemünde – Rostock Hbf                                                                                                  | MV           | Deutschland        | S-Bahn Rostock                                                                       |
| S                        | 02  | Warnemünde – Rostock Hbf – Schwaan – Güstrow                                                                              | MV           | Deutschland        | S-Bahn Rostock                                                                       |
| S                        | 03  | Warnemünde – Rostock Hbf – Laage (Meckl) – Güstrow                                                                        | MV           | Deutschland        | S-Bahn Rostock                                                                       |
| Stand: 15. Dezember 2024 |     | |              |                    |                                                                                      |

## Ausschreibungen

### Netz Nord-Süd (VBB)

#### Allgemein
DB Regio Nordost hat den Zuschlag für das Netz Nord-Süd im VBB bekommen, die Erbringung der Verkehrsleistung startet im Dezember 2026 und endet im Dezember 2038. Das Netz umfasst drei Linien, den RE 3 von Stralsund/Schwedt über Berlin nach Lutherstadt Wittenberg, den RE 4 von Stendal über Rathenow und Berlin nach Falkenberg (Elster) und den RE 5 von Rostock/Stralsund über Berlin nach Ludwigsfelde.

#### Fahrzeugeinsatz
Auf der Linie RE 3 kommen neue Züge von Stadler des Typen KISS (5-teilig) zum Einsatz. Auf den Linien RE 4 und RE 5 kommen gebrauchte Doppelstockwagen (ein Zug besteht aus 5 Wagen) zum Einsatz, die Doppelstockwagen werden einem umfangreichen Redesign unterzogen. Auf den Verstärkerleistungen des RE 5 in Mecklenburg-Vorpommern werden darüber hinaus neue Züge des Types Stadler Flirt XL (3-teilig und 4-teilig) eingesetzt. Alle Fahrzeuge verfügen über barrierefreie Mehrzweckbereiche zur Mitnahme von Rollstühlen, Kinderwagen und Fahrrädern, barrierefreie Toiletten sowie über automatische Schiebetritte und manuelle Überfahrrampen zur Überbrückung des Spalts zwischen Zug und Bahnsteigkante.

#### Qualitätsstandards
Es gelten die einheitlichen Qualitätsstandards im SPNV für Berlin und Brandenburg.
Alle Fahrten werden von einem Kundenbetreuer begleitet, der Bereich für mobilitätseingeschränkte Personen befindet sich in der Mitte des Zuges, 1. Klasse-Bereich, Echtzeitinformationen im Zug über TFT-Monitore, Echtzeitinformationen zu Pünktlichkeit und Ausfällen über die VBB-App und die VBB-Fahrinfo, WLAN, Klimaanlage, Videoaufzeichnung, Steckdose, verbesserter Mobilfunkempfang und ein Defibrillator in den Fahrzeugen (bei Neufahrzeugen).

### Netz Berlin-Stettin (VBB)

#### Allgemein
DB Regio Nordost hat den Zuschlag für das Netz Berlin-Stettin im VBB bekommen, die Erbringung der Verkehrsleistung startet im Dezember 2026 und endet im Dezember 2038. Das Netz umfasst zwei Linien, den RE 9 von Szczecin Glowny zum Flughafen BER (Ausweitung der Leistung des RE 66) sowie die RB 66 zwischen Szczecin Glowny und Angermünde.

#### Fahrzeugeinsatz
Zum Einsatz kommen neue Züge von Stadler des Types Flirt XL (4-teilig) mit 255 Sitzplätzen. Werktags verkehren die Züge des RE 9 in Doppeltraktion. Alle Fahrzeuge verfügen über barrierefreie Mehrzweckbereiche zur Mitnahme von Rollstühlen, Kinderwagen und Fahrrädern, barrierefreie Toiletten sowie über automatische Schiebetritte und manuelle Überfahrrampen zur Überbrückung des Spalts zwischen Zug und Bahnsteigkante.

#### Qualitätsstandards
Es gelten die einheitlichen Qualitätsstandards im SPNV für Berlin und Brandenburg.
Alle Fahrten werden von einem Kundenbetreuer begleitet, der Bereich für mobilitätseingeschränkte Personen befindet sich in der Mitte des Zuges, 1. Klasse-Bereich, Echtzeitinformationen im Zug über TFT-Monitore, Echtzeitinformationen zu Pünktlichkeit und Ausfällen über die VBB-App und die VBB-Fahrinfo, WLAN, Klimaanlage, Videoaufzeichnung, Steckdose, verbesserter Mobilfunkempfang und ein Defibrillator in den Fahrzeugen.

## Service

### Klasse unterwegs
DB Regio Nordost bietet als regionales Eisenbahnverkehrsunternehmen mit dem Portal „Klasse unterwegs“ eine kostenlose Plattform für Lehrkräfte, um Ausflüge und Exkursionen (1. bis 13. Klasse) zu planen und durchzuführen an. In dem Portal sind über 260 Lernangebote in Berlin, Brandenburg, Mecklenburg-Vorpommern sowie Sachsen-Anhalt und Sachsen. Das Portal bietet die Möglichkeit, direkt Kontakt zu den Partnern aufzunehmen. Im Anschluss können nach der passenden Fahrverbindung gesucht und über das Portal die Fahrkarten gekauft werden.